# Moldenhawera riedelii
Moldenhawera riedelii är en ärtväxtart som beskrevs av Gennady Pavlovich Yakovlev. Moldenhawera riedelii ingår i släktet Moldenhawera och familjen ärtväxter. Inga underarter finns listade i Catalogue of Life.